# The Mind's I
The Mind's I är det Göteborgsbaserade melodisk death metal-bandet Dark Tranquillitys tredje studioalbum, utgivet i april  1997. Albumet spelades in sommaren 1996 och producerades av Fredrik Nordström. Den grafiska utformningen är gjord av Cabin Fever Media. Texterna är skrivna av Mikael Stanne utom Hedon, Atom Heart 243.5 och Tongues av Niklas Sundin samt Dissolution Factor Red och Still Moving Sinews av Sundin och Stanne gemensamt. På spåret Hedon gästar den tidigare sångaren Anders Fridén (In Flames). Gästsjunger gör även Sara Svensson (numera Bjurkvist) på 'Insanity's Crescendo'.
Century Media återutgav The Mind's I år 2005 med tre av låtarna från EPn Enter Suicidal Angels och två livevideo som extramaterial. Låtarna från EP:n är Razorfever, Shadowlit Facade och Archetype. Spår två på originalalbumet, Zodijackyl Light, återfinns också på Enter Suicidal Angels.

## Låtlista
1. "Dreamlore Degenerate" - 2:44
2. "Zodijackyl Light" - 3:59
3. "Hedon" - 5:37
4. "Scythe, Rage and Roses" - 2:33
5. "Constant" - 3:02
6. "Dissolution Factor Red" - 2:07
7. "Insanity's Crescendo" - 6:52
8. "Still Moving Sinews" - 4:41
9. "Atom Heart 243.5" - 4:00
10. "Tidal Tantrum" - 2:57
11. "Tongues" - 4:53
12. "The Mind's Eye"- 3:11

### Återutgivning 2005
1. "Dreamlore Degenerate" - 2:44
2. "Zodijackyl Light" - 3:59
3. "Hedon" - 5:37
4. "Scythe, Rage and Roses" - 2:33
5. "Constant" - 3:02
6. "Dissolution Factor Red" - 2:07
7. "Insanity's Crescendo" - 6:52
8. "Still Moving Sinews" - 4:41
9. "Atom Heart 243.5" - 4:00
10. "Tidal Tantrum" - 2:57
11. "Tongues" - 4:53
12. "The Mind's Eye" - 3:11
13. "Razorfever" - 3:16
14. "Shadowlit Facade" - 3:25
15. "Archetype" - 4:29
16. "Zodijackyl Light" - video
17. "Hedon" - video

## Banduppsättning
- Mikael Stanne - sång
- Niklas Sundin - gitarr
- Fredrik Johansson - gitarr
- Martin Henriksson - bas
- Anders Jivarp - trummor

### Gästmusiker
- Anders Fridén - på "Hedon"
- Sara Svensson - sång på "Insanity's Crescendo"
- Michael Nicklasson - sång på "Zodijackyl Light"